# Jacob City
Jacob City ist eine Stadt im Jackson County im US-Bundesstaat Florida. Das U.S. Census Bureau hat bei der Volkszählung 2020 eine Einwohnerzahl von 217 ermittelt.

## Geographie
Jacob City liegt rund 20 km nordwestlich von Marianna sowie etwa 130 km nordwestlich von Tallahassee.

## Demographische Daten
Laut der Volkszählung 2010 verteilten sich die damaligen 250 Einwohner auf 209 Haushalte. Die Bevölkerungsdichte lag bei 31,3 Einw./km². 6,8 % der Bevölkerung bezeichneten sich als Weiße, 90,4 % als Afroamerikaner und 0,4 % als Indianer. 2,4 % gaben die Angehörigkeit zu mehreren Ethnien an.
Im Jahr 2010 lebten in 36,5 % aller Haushalte Kinder unter 18 Jahren sowie 30,2 % aller Haushalte Personen mit mindestens 65 Jahren. 68,8 % der Haushalte waren Familienhaushalte (bestehend aus verheirateten Paaren mit oder ohne Nachkommen bzw. einem Elternteil mit Nachkomme). Die durchschnittliche Größe eines Haushalts lag bei 2,60 Personen und die durchschnittliche Familiengröße bei 3,23 Personen.
29,2 % der Bevölkerung waren jünger als 20 Jahre, 20,0 % waren 20 bis 39 Jahre alt, 31,2 % waren 40 bis 59 Jahre alt und 19,6 % waren mindestens 60 Jahre alt. Das mittlere Alter betrug 40 Jahre. 44,8 % der Bevölkerung waren männlich und 55,2 % weiblich.
Das durchschnittliche Jahreseinkommen lag bei 24.375 $, dabei lebten 42,0 % der Bevölkerung unter der Armutsgrenze.
Im Jahr 2000 war englisch die Muttersprache von 100 % der Bevölkerung.

## Verkehr
Größere Straßen führen nicht durch die Stadt. Der Northwest Florida Beaches International Airport liegt rund 90 km südlich der Stadt.